# جمسي (هشيوار)
جمسي (بالفارسية: جمسی) هي قرية تقع في إيران في البلدة المركزية. يقدر عدد سكانها بـ 1,365 نسمة .